# Agrica arisana
Agrica arisana är en insektsart som beskrevs av Matsumura 1914. Agrica arisana ingår i släktet Agrica och familjen dvärgstritar. Inga underarter finns listade i Catalogue of Life.